# Дитхелм VII фон Тогенбург
Дитхелм VII (II/VI) фон Тогенбург (на немски: Diethelm VII/II/VI Graf von Toggenburg; † 25 януари 1235) e граф като Дитхелм II от род фон Тогенбург, днес в кантон Санкт Гален в Швейцария.

## Произход и наследство
Той е големият син на граф Дитхелм V/VI фон Тогенбург/като граф Дитхелм I († 1230) и съпругата му Гута фон Раперсвил († 1229), дъщеря на Улрих цу Ванделбург, граф фон Раперсвил. Внук е на Дитхелм V фон Тогенбург († 1205/1209). Потомък е на Дитхелм III/IV фон Тогенбург († сл. 1176) и Ита фон Тирщайн († 1200), дъщеря на граф Вернер I фон Тирщайн-Хомберг († 1141/сл. 1154) и дъщеря на граф Фридрих I фон Цолерн († 1125/сл. 1139) и Удилхилд фон Урах-Детинген († 1134).
Брат е на Фридрих I (II) фон Тогенбург († 1226), женен за дъщеря на граф Хуго I фон Монфор-Брегенц († 1228), Хайнрих фон Тогенбург († сл. 1274), рицарски майстер на „Св. Йоан“, и на сестра, омъжена вер. за Рудолф фон Гютинген († сл. 1266).
Майка му Гута фон Раперсвил донася в брака си Узцнах и горен Марх с дворец Гринау. Дитхелм VII (като граф Дитхелм II) фон Тогенбург убива по-малкия си брат Фридрих I (II) фон Тогенбург през 1226 г. Тогава баща му Дитхелм I (V/VI) преписва собствености на манастир Ст. Гален и основава през 1228 г. Йоанитски коменде в днешен кантон Тургау. Затова между синовете на Дитхелм II и манастир Ст. Гален дългогодишен конфликт.

## Фамилия
Дитхелм VII фон Тогенбург се жени пр. 31 януари 1221 г. за графиня Гертруд фон Нойенбург-Нидау († пр. 22 март 1260, погребана в Бубикон), дъщеря на граф Улрих III фон Нидау/дьо Ньошател († 1225) и Гертруд фон Еберщайн († сл. 1201) или графиня Йоланта фон Урах. Те имат десет деца:
- Дитхелм III/VIII фон Тогенбург († 4 септември 1248), женен пр. 7 октомври 1247 г. за Елизабет Монфор/фон Верденберг († сл. 1247), дъщеря на граф Рудолф I фон Верденберг-Монфор-Брегенц († 1244/1247) и Клемента фон Кибург († 1249)
- Берхтолд II фон Тогенбург († 8 септември 1249/1253)
- Крафт I фон Тогенбург († между 15 юли 1249 и 1254), граф на Тогенбург (1235 – 1249), женен за Елизабет фон Буснанг († 1275/1276), дъщеря на Албрехт II фон Буснанг († сл. 1209) и фон Вартенберг
- Рудолф фон Тогенбург († сл. 5 декември 1255)
- Фридрих II фон Тогенбург († сл. 28 август 1284)
- Вилхелм фон Тогенбург († сл. 8 юли 1278)
- Юлиана фон Тогенбург († 30 август 1249/1253)
- Маргарета фон Тогенбург († 12 март 1250/1254)
- Агнес фон Тогенбург († 1 юни/6 януари 1251/1254)
- дъщеря фон Тогенбург, омъжена за Хайнрих Шенк фон Винтерщетен († сл. 1267)

## Галерия
- Герб на род фон Тогенбург ок. 1340
- Герб на род фон Тогенбург, 1548